# シッダ
シッダ（サンスクリット語: सिद्ध、siddha）とは、インドの宗教、文化で使用される用語で、完成した者（成就者）を意味する。
肉体的、霊的・精神的な完成、悟りを極めた者を指す。ジャイナ教においては、解脱した存在を意味する。また、超常的な能力シッディ（サンスクリットで完成の意、仏教では神通力（サンスクリット: ṛddhi）とも訳される。）を獲得した人間も指す。そこから、神通力そのもの、ある種の半神を意味する。
禁欲主義、サドゥー、ヨーギーなどの修行でよく使われる。